# Kordija
Kordija (lat. Cordia), veliki rod tropski grmova i drveća iz porodice Cordiaceae, dio je reda Boraginales. Postoji preko 240 vrsta raširenih u tropskoj i suptropskoj Americi, Africi, Aziji i Australiji. Poznatija vrsta je korisno mirisno drvo C. alliodora; ponekad se koristi i kao zamjena za mahagonij ili tikovinu.
Brojni sinonimi (39)

## Vrste
1. Cordia aberrans I. M. Johnst.
2. Cordia acutifolia Fresen.
3. Cordia affinis Fresen.
4. Cordia africana Lam.
5. Cordia allartii Killip
6. Cordia alliodora (Ruiz & Pav.) Oken
7. Cordia americana (L.) Gottschling & J. S. Mill.
8. Cordia anabaptista Cham.
9. Cordia angiocarpa A. Rich.
10. Cordia anisophylla J. S. Mill.
11. Cordia aristeguietae G. Agostini
12. Cordia aspera G. Forst.
13. Cordia aurantiaca Baker
14. Cordia balanocarpa Brenan
15. Cordia bantamensis Blume
16. Cordia bicolor A. DC. ex DC.
17. Cordia bogotensis Benth.
18. Cordia boissieri A. DC.
19. Cordia borinquensis Urb.
20. Cordia brasiliensis (I. M. Johnst.) Gottschling & J. S. Mill.
21. Cordia brunnea Kurz
22. Cordia cabanayensis Gaviria
23. Cordia caffra Sond.
24. Cordia cardenasiana J. S. Mill.
25. Cordia chaetodonta Melch.
26. Cordia cicatricosa L. O. Williams
27. Cordia clarkei Brace ex Prain
28. Cordia cochinchinensis Gagnep.
29. Cordia colimensis I. M. Johnst.
30. Cordia collococca L.
31. Cordia colombiana Killip
32. Cordia cordiformis I. M. Johnst.
33. Cordia correae J. S. Mill.
34. Cordia crenata Delile
35. Cordia crispiflora DC.
36. Cordia croatii J. S. Mill.
37. Cordia curbeloi Alain
38. Cordia cymosa (Donn. Sm.) Standl.
39. Cordia decandra Hook. & Arn.
40. Cordia decipiens I. M. Johnst.
41. Cordia dentata Poir.
42. Cordia dewevrei De Wild. & T. Durand
43. Cordia dichotoma G. Forst.
44. Cordia diffusa Jacob
45. Cordia diversifolia Pav. ex DC.
46. Cordia dodecandra DC.
47. Cordia domingensis Lam.
48. Cordia dumosa Alain
49. Cordia dwyeri Nowicke
50. Cordia ecalyculata Vell.
51. Cordia ehretioides Good
52. Cordia elaeagnoides DC.
53. Cordia ellenbeckii Gürke ex Vaupel
54. Cordia elliptica Sw.
55. Cordia ensifolia Urb.
56. Cordia eriostigma Pittier
57. Cordia exaltata Lam.
58. Cordia fallax I. M. Johnst.
59. Cordia fanchoniae Feuillet
60. Cordia faulknerae Verdc.
61. Cordia fischeri Gürke
62. Cordia fissistyla Vollesen
63. Cordia fitchii Urb.
64. Cordia fragrantissima Kurz
65. Cordia fulva I. M. Johnst.
66. Cordia furcans I. M. Johnst.
67. Cordia fusca M. Stapf
68. Cordia galeottiana A. Rich.
69. Cordia gardneri I. M. Johnst.
70. Cordia gentryi J. S. Mill.
71. Cordia gerascanthus L.
72. Cordia gilletii De Wild.
73. Cordia glabrata (Mart.) A. DC.
74. Cordia glabrifolia M. Stapf
75. Cordia glazioviana (Taub.) Gottschling & J. S. Mill.
76. Cordia globifera W. W. Sm.
77. Cordia globulifera I. M. Johnst.
78. Cordia goeldiana Huber
79. Cordia goetzei Gürke
80. Cordia gracilipes I. M. Johnst.
81. Cordia grandicalyx Oberm.
82. Cordia grandis Roxb.
83. Cordia guacharaca Gaviria
84. Cordia guerckeana Loes.
85. Cordia guineensis Thonn.
86. Cordia harrisii Urb.
87. Cordia hartwigsiana Regel
88. Cordia hatschbachii J. S. Mill.
89. Cordia hebeclada I. M. Johnst.
90. Cordia ignea Urb. & Ekman
91. Cordia iguaguana I. M. Johnst.
92. Cordia igualensis Bartlett
93. Cordia incognita Gottschling & J. S. Mill.
94. Cordia insignis Cham.
95. Cordia intermedia Fresen.
96. Cordia kanehirae Hayata
97. Cordia killipiana J. S. Mill.
98. Cordia kingstoniana J. S. Mill.
99. Cordia koemariae J. S. Mill.
100. Cordia laevifrons I. M. Johnst.
101. Cordia laevigata Lam.
102. Cordia laevior I. M. Johnst.
103. Cordia lanata Kunth
104. Cordia lasiocalyx Pittier
105. Cordia lasseri G. Agostini ex Gaviria
106. Cordia latiloba I. M. Johnst.
107. Cordia leonis (Britton & P. Wilson) Ekman
108. Cordia leslieae J. S. Mill.
109. Cordia leucosebestena Griseb.
110. Cordia liesneri J. S. Mill.
111. Cordia lomatoloba I. M. Johnst.
112. Cordia longipetiolata Warfa
113. Cordia lowryana J. S. Mill.
114. Cordia lucidula I. M. Johnst.
115. Cordia lutea Lam.
116. Cordia macleodii Hook. fil. & Thomson
117. Cordia macrantha Chodat
118. Cordia macrophylla L.
119. Cordia macvaughii J. S. Mill.
120. Cordia magnoliifolia Cham.
121. Cordia mairei Humbert
122. Cordia mandimbana E. S. Martins
123. Cordia megalantha S. F. Blake
124. Cordia megiae J. E. Burrows
125. Cordia membranacea A. DC. ex DC.
126. Cordia meridensis Gaviria
127. Cordia mexiana I. M. Johnst.
128. Cordia mhaya Kerr
129. Cordia micronesica Kaneh. & Hatus.
130. Cordia millenii Baker
131. Cordia monoica Roxb.
132. Cordia morelosana Standl.
133. Cordia mukuensis Taton
134. Cordia myxa L.
135. Cordia naidophila I. M. Johnst.
136. Cordia nervosa Lam.
137. Cordia nodosa Lam.
138. Cordia obliqua Willd.
139. Cordia oblongifolia Thwaites
140. Cordia obovata Balf.fil.
141. Cordia obtusa Balf.fil.
142. Cordia obtusiloba Pedro-Silva, T. S. Silva & J. I. M. Melo
143. Cordia ochnacea DC.
144. Cordia octandra A. DC.
145. Cordia oliveri (Britton) Gottschling & J. S. Mill.
146. Cordia oncocalyx Allemann
147. Cordia panamensis Riley
148. Cordia panicularis Rudge
149. Cordia parvifolia A. DC.
150. Cordia perbella Mildbr.
151. Cordia perrottetii Wight ex A. DC.
152. Cordia peteri Verdc.
153. Cordia pilosa M. Stapf & Taroda
154. Cordia pilosissima Baker
155. Cordia platythyrsa Baker
156. Cordia porcata Nowicke
157. Cordia protracta I. M. Johnst.
158. Cordia prunifolia I. M. Johnst.
159. Cordia pulverulenta (Urb.) Alain
160. Cordia quercifolia Klotzsch
161. Cordia ramanujamii N. Balach. & Rajendiran
162. Cordia restingae M. Stapf
163. Cordia rickseckeri Millsp.
164. Cordia ripicola I. M. Johnst.
165. Cordia roxburghii C. B. Clarke
166. Cordia rufescens A. DC.
167. Cordia saccellia Gottschling & J. S. Mill.
168. Cordia sagotii I. M. Johnst.
169. Cordia salvadorensis Standl.
170. Cordia santacruzensis J. S. Mill. & M. Nee
171. Cordia scabra Desf.
172. Cordia scabrifolia A. DC.
173. Cordia schatziana J. S. Mill.
174. Cordia sebestena L.
175. Cordia seleriana Fernald
176. Cordia sellowiana Cham.
177. Cordia senegalensis Juss.
178. Cordia sericicalyx A. DC.
179. Cordia silvestris Fresen.
180. Cordia sinensis Lam.
181. Cordia sipapoi Gaviria
182. Cordia skutchii I. M. Johnst.
183. Cordia somaliensis Baker
184. Cordia sonorae Rose
185. Cordia splendida Diels
186. Cordia sprucei Mez
187. Cordia stellifera I. M. Johnst.
188. Cordia stenoclada I. M. Johnst.
189. Cordia stuhlmannii Gürke
190. Cordia subcordata Lam.
191. Cordia suckertii Chiov.
192. Cordia sulcata DC.
193. Cordia superba Cham.
194. Cordia tacarcunensis J. S. Mill.
195. Cordia taguahuyensis Vell.
196. Cordia tarodae M. Stapf
197. Cordia tetrandra Aubl.
198. Cordia thaisiana G. Agostini
199. Cordia tinifolia Willd. ex Roem. & Schult.
200. Cordia tomentosa Roem. & Schult.
201. Cordia toqueve Aubl.
202. Cordia torrei E. S. Martins
203. Cordia tortuensis Urb. & Ekman
204. Cordia trachyphylla Mart.
205. Cordia triangularis Urb.
206. Cordia trichoclada DC.
207. Cordia trichocladophylla Verdc.
208. Cordia trichotoma (Vell.) Arráb. ex Steud.
209. Cordia troyana Urb.
210. Cordia truncatifolia Bartlett
211. Cordia ucayaliensis (I. M. Johnst.) I. M. Johnst.
212. Cordia ulei I. M. Johnst.
213. Cordia umbellifera Killip ex G. Agostini
214. Cordia uncinulata De Wild.
215. Cordia valenzuelana A. Rich.
216. Cordia vanhermannii Alain
217. Cordia vargasii I. M. Johnst.
218. Cordia varronifolia I. M. Johnst.
219. Cordia vestita Hook. fil. & Thomson
220. Cordia vignei Hutch. & Dalziel
221. Cordia weddellii I. M. Johnst.
222. Cordia williamsii G. Agostini ex Gaviria